# アイザック・イズラエル・ヘイズ
アイザック・イズラエル・ヘイズ（Isaac Israel Hayes、1832年3月5日 – 1881年12月17日）は、アメリカ合衆国の北極探検家、医師、政治家。

## 生涯
ヘイズは、ペンシルベニア州チェスター郡に生まれた。ペンシルベニア大学で医学を修め、1853年にM.D.を取得した。消息を絶ったフランクリン遠征隊の捜索を目的としてエリシャ・ケント・ケインが率いた1853年から1855年にかけての第二次グリネル遠征に、船医として参加した。1854年に彼が行なった北緯79度線以北のエルズミーア島東海岸の探検は、新たに正確な地図作成につながり、いくつもの地理上の発見があった。ヘイズは明らかに、先住民ではない人間がエルズミーア島を探検した最初の事例であった。
1860年から1861年にかけて、自らの探検隊を率いて遠征に出たヘイズは、エルズミーア島の海岸をさらに北進して、北緯81°35'、西経70°30'にまで到達したと主張した。しかし、後になって、彼が到達した場所は、海岸から離れたエルズミーア島の内陸部であったことがわかり、ヘイズが作成した北緯80度線以北のエルズミーア島の地図は誤りを多く含むものとなったが、これは彼が、太陽の南中の時に計測すべき六分儀による角度の観測を南中時ではない時に行ってしまったことに気づかなかった、という可能性もあるが、より確からしく思われるのは、彼が観測値の2桁目を意図的に反転させ、最も北に達した時点において六分儀から読み取られた太陽の下の縁の高さの倍数が、実際には 59°52′ であったものを 56°52′ と記したという可能性である。このように説明しなければ、経度の計測が正確でありながら、緯度が1.5度高すぎる値となった理由の辻褄が合わない。
1861年にヘイズが到達した最北点であるケープ・コリンソン（英：Cape Collinson）は、北緯80度線には10マイルもない地点で、経度は西経 70°30′ であった。
1861年に合衆国に帰還したヘイズは、彼が主張した最北点の北緯81°35'において、エリシャ・ケント・ケインが1855年に報告した、架空の「開けた北極海 (Open Polar Sea)」を目視したとも主張した。しかし、南北戦争が勃発すると、アメリカ人たちの関心はそちらへ奪われ、ヘイズの発見に関する報告への関心は薄らいでいった。ヘイズの遠征を記念したフレデリック・エドウィン・チャーチの絵画作品『ボレアリスのオーロラ (Aurora Borealis)』は、1865年に完成した。
南北戦争中、ヘイズはフィラデルフィアに設けられた4,500床のベッドを備えた、北軍の急造の病院、サタリー総合病院の指揮を執った。
ヘイズは、1867年に、王立地理学会から金メダル（パトロンズ・メダル）を贈られた。また、パリ地理学会からも金メダルを贈られた。
1869年には、画家ウィリアム・ブラッドフォードの支援を受けて、3度目にして最後の北極圏探検としてグリーンランドを探検した。
ヘイズは、共和党からニューヨーク州議会に選出され（ニューヨーク郡第7選挙区）、1876年、1877年、1878年、1879年、1880年、1881年の州議会に参加した。
カナダ領のエルズミーア島にあるユナイテッド・ステイツ山脈は、ヘイズの船の名から命名されたものである。
ロシア領のゼムリャフランツァヨシファのヘイス島は、アイザック・I・ヘイズにちなんで命名されたものである。

## おもな著書
- Observations upon the relations existing between food and the capabilities of men to resist low temperatures, 1859.
- An Arctic boat journey, 1860.
- The open polar sea, 1867.
- Cast away in the cold, 1868.
- The land of desolation, 1871.
- The Arctic regions, 1873. - 写真、描画を中心とした記録

## 関連文献
- Robert E. Johnson, HAYES, ISAAC ISRAEL  in Dictionary of Canadian Biography, vol. 11, University of Toronto/Université Laval, 2003–, accessed February 16, 2015, http://www.biographi.ca/en/bio/hayes_isaac_israel_11E.html.
- Michael Robinson, The Coldest Crucible: Arctic Exploration and American Culture (University of Chicago Press, 2006)
- Douglas W. Wamsley, Polar Hayes: The Life and Contributions of Isaac Israel Hayes, M.D, (American Philosophical Society Press, 2009) ISBN 0-87169-262-7